# Paul Colinet
Pour les articles homonymes, voir Colinet.
Paul Colinet (Arquennes, 2 mai 1898 - Forest, 23 décembre 1957) est un membre du groupe surréaliste belge.

## Biographie
Paul Colinet est né le 2 mai 1898 à Arquennes. Entre 1910 et 1912, il séjourne à Lierre, en Flandre, ce qui lui permet de maîtriser parfaitement le néerlandais. Il rencontre en 1934 les surréalistes Magritte, Scutenaire et Mesens. En 1935, il participe à « L'exposition surréaliste » de La Louvière. Il publie à Bruxelles en 1936 plusieurs poèmes mis en musique. En 1940, Paul Colinet et Georgette Magritte mettent fin à la liaison qu'ils entretenaient depuis que Magritte s'était épris en 1936 de l'artiste britannique Sheila Legge (créatrice d'une performance à Trafalgar Square lors de l'exposition internationale du surréalisme de Londres).
En 1945, Paul Colinet dirige l'hebdomadaire Le Ciel Bleu  et collabore à La terre n'est pas une vallée de larmes puis, en 1946 et 1947, à la revue Les deux sœurs de Christian Dotremont, ainsi qu'à la revue Les Quatre Vents.
En novembre 1949, Paul Colinet entreprend la réalisation de Vendredi afin de donner des nouvelles de ses amis surréalistes à son neveu Robert Willems, envoyé au Congo. Cent numéros manuscrits, comportant de nombreux dessins, lui sont expédiés jusqu'en octobre 1951. Y contribuent Pierre Alechinsky, Christian Dotremont, Irène Hamoir, Marcel Lecomte, Marcel Mariën, Paul Nougé, Camille Goemans, Marcel et Gabriel Piqueray, Louis Scutenaire et René Magritte (les relations de Colinet et du peintre avaient été longtemps rompues du fait de sa liaison avec Georgette Magritte).
Paul Colinet meurt à Forest (Bruxelles) le 23 décembre 1957.

## Éléments de bibliographie
- Marie Trombone Chapeau Buse, poème mis en musique par Paul Magritte, avec un dessin de René Magritte, éditions Magritte, 1936.
- Le Chemin perdu, poèmes mis en musique par Henriette Harlez, Bruxelles, éditions Magritte, 1936.
- Les Histoires de la lampe, couverture illustrée par l'auteur, Anvers, Ça ira, 1942.
- La Nuit blanche, Paris, Fontaine, 1945.
- La Maison de Vénose, avec des dessins de Robert Willems et en collaboration avec Marcel Piqueray, Paris, Fontaine, 1947.
- La Bonne semence, en collaboration avec Marcel Piqueray, Paris, Fontaine, 1947.
- Écriture, dessins de Bruno Capacci, Paris, Fontaine, 1947.
- Les Naturels de l'esprit, avec dix-huit dessins de Suzanne Van Damme, Paris, Fontaine, 1947.
- Quelques textes inédits, avec un portrait par Armand Permantier et une préface de Louis Scutenaire, dans "Journal du mois", Bruxelles, juillet 1952.
- La Manivelle du château, Bruxelles, Georges Houyoux, 1954.
- Paul Colinet, numéro spécial de la revue "Phantomas", Bruxelles, 1959.
- La Lampe du valet de pique, avec un portrait par Suzanne Van Damme et une préface de Louis Scutenaire, Tilleur-les-Liège, Rhétorique, 1963.
- Le délégué de la Guadeloupe, en collaboration avec Marcel Piqueray, Milan, Communicazione, 1964.
- Vilaine et Réséda, La Louvière, Daily-Bul, 1966.
- Amédée Providentiel Lerebond, peintre, poète et penseur, Bruxelles, Phantomas, 1968.
- Les Tziganes du paillasson, avec deux dessins de Marcel Mariën, Bruxelles, Les Lèvres nues, 1970.
- Les Écritures d'Octavon de Pleineboule, avec quatre dessins de l'auteur, Bruxelles, Phantomas, 1971.
- Dictionnaire de médecine amusante, en collaboration avec Edmond Kinds, publié sous les pseudonymes des Docteurs Montagnet et Desgosses, Bruxelles, André de Rache, 1971.
- Pour illustrer Magritte, Bruxelles, Les Lèvres nues, 1971.
- À partir de 1973, de nombreux textes de Paul Colinet ont été publiés par Tom Gutt dans Le Vocatif
- Une carrière idéale, avec huit dessins de René Magritte, Bruxelles, Les Lèvres nues, 1975.
- La Cantate, en collaboration avec Gabriel et Marcel Piqueray, illustration de Robert Willems, La Louvière, Daily-Bul, 1976.
- Œuvres, textes réunis et publiés par R. Willems, préface de Louis Scutenaire, Bruxelles, Lebeer-Hossmann, 1980-1989, 4 volumes.

### Autre
- Silhouettes 1937, deux poèmes autographes et un collage signés de Jean Scutenaire, deux poèmes autographes et un collage signés d'Irène Hamoir, deux poèmes autographes signés de Paul Colinet, un texte autographe signé de Marcel Lecomte, une partition autographe signée de Paul Magritte, un collage signé de Georgette Magritte, Laaken-lez-Bruxelles, « sur l'échiquier de Betty P. Magritte », 3 avril 1937, exemplaire unique offert à René Char[4].

### Sur Paul Colinet
: Source utilisée pour la rédaction de l’article
- André Souris, Paul Nougé et ses complices dans "Entretiens sur le surréalisme", sous la direction de Ferdinand Alquié, Mouton, Paris-La Haye, 1968.
- Christian Bussy, Anthologie du surréalisme en Belgique, Paris, Gallimard,1972.
- René Magritte et le surréalisme en Belgique, Musées royaux des beaux-arts de Belgique, Bruxelles, 1982.
- Marcel Mariën, L'activité surréaliste en Belgique (1924-1950), Bruxelles, Lebeer-Hossmann, 1979.
- Le mouvement surréaliste à Bruxelles et en Wallonie (1924-1947), Paris, Centre Culturel Wallonie Bruxelles, 1988.
- Irène, Scut, Magritte & C°, Bruxelles, Musées royaux des beaux-arts de Belgique, 1996.
- Xavier Canonne, Le surréalisme en Belgique, 1924-2000, Fonds Mercator, Bruxelles, 2006  (ISBN 90-6153-659-6); Actes Sud, Paris, 2007, 352 p  (ISBN 9782742772094)

## Citation
« Le Homard » (dans L'Humour vert)
Le homard est un oiseau à échasses, de la classe des engoulevents. [...] Le homard est le seul oiseau carnivore dont le vol s'opère à reculons. [...]

## Jugement
« Né de lui-même, tributaire de rien ni d'aucuns, ni de ce dont il parle tout en s'y adaptant mieux que cholestérol à l'artère, que chevron à la manche, que l'échantignole à la panne, que joug à l'épaule, badaud sans curiosité, savant pétri d'ignorance, indifférent passionné, voilà bien, il me semble, des titres à l'intérêt profond sinon à la gloire. Ce fut le Paul Féval du texte court, le Mallarmé de l'intelligible, le Germain Nouveau de l'impiété, le Louis Veuillot de l'érotisme, le Flaubert de la carabine des foires interdites, le carbonaro du confessionnal, le forgeron de la dentelle, le puceau des nuits chaudes. »

— Louis Scutenaire, Monsieur Paul, préface à Paul Colinet, « Œuvres », Bruxelles, Éditions Lebeer Hossmann, 1980 (p. 7)